# Hordéine
L’hordéine est une glycoprotéine du groupe des prolamines présente chez l'orge et d'autres céréales. Avec les gliadines et d'autres glycoprotéines, elle entre dans la composition du gluten. On la trouve dans de nombreux aliments ainsi que dans la bière.
Elle est susceptible de favoriser la maladie cœliaque chez les patients ayant une prédisposition génétique.